# Estrela negra
Uma estrela negra é um objeto gravitacional composto de matéria. É uma alternativa teórica ao conceito de buraco negro da relatividade geral. A construção teórica foi desenvolvida através do uso da teoria da gravitação semiclássica. Uma estrutura similar deveria existir também pelo sistema Einstein-Maxwell-Dirac o qual é o limite (super)clássico da eletrodinâmica quântica.
Uma estrela negra não necessita ter um horizonte de eventos, e pode ou não ser uma fase transicional entre uma estrela em colapso e uma singularidade. Uma estrela negra é criada quando matéria se comprime a uma taxa significativamente menor que a velocidade de queda livre de uma partícula hipotética caindo para o centro desta estrela, devido ao fato que processos quânticos criam polarização do vácuo, o qual cria uma forma de pressão de degeneração, prevenindo o espaço-tempo (e as partículas retidas nele) de ocupar o mesmo espaço ao mesmo tempo. Esta energia é teoricamente ilimitada, e forma-se rapidamente o suficiente, irá deter o colapso gravitacional de criar uma singularidade. Isto pode implicar numa taxa cada vez menor de colapso, conduzindo a um tempo infinito para o colapso, ou assintoticamente aproximando-se a um raio que não seja zero.
A estrela negra com um raio um pouco maior que o horizonte de eventos previstos para um buraco negro de massa equivalente aparecerá muito escura visivelmente, porque quase toda a luz produzida retorna para a estrela. Qualquer luz que escapar será severamente afetada pela gravidade, gerando desvio para o vermelho (também conhecido pelo termo inglês redshift) nessa luminosidade. Ela irá aparecer quase exatamente como um buraco negro. Caraterizará radiação Hawking, como partículas virtuais criadas na sua vizinhança ainda podendo ser divididas, com uma partícula escapando e a outra sendo presa. Além disso, ele irá criar radiação térmica Planckiana que se assemelham a esperada radiação Hawking equivalente de um buraco negro.
O interior previsto de uma estrela negra será composto por esse estranho estado de espaço-tempo, com cada comprimento em profundidade dirigindo-se para dentro, aparecendo da mesma forma que uma estrela negra de massa e raio equivalentes com a cobertura removida. As temperaturas aumentam com a profundidade em direção ao centro.